# 格里布斯科耶村委员会
格里布斯科耶村委员会（俄语：Грибский сельсовет）是俄罗斯联邦阿穆尔州布拉戈维申斯克区所属的一个村委员会。其下辖有4个居民点，行政中心为格里布斯科耶。据2016年统计，该村委员会的人口为1511人。